# Клери, Коринн
Кори́нн Клери́ (фр. Corinne Cléry, настоящее имя Коринн Пикколо, Corinne Piccolo; род. 23 марта 1950, Париж) — французская актриса кино и телевидения.

## Биография
Клери родилась близ Парижа. Она начала свою карьеру актрисы в конце 1960-х годов под псевдонимом Коринн Клери. Первым важным для неё фильмом стала картина режиссёра Жоэля Ле-Муаня (Joël Le Moigne) «Милашки» (Les Ponettes) с Джонни Холлидеем и Юбером Вейафом, за которого она вышла замуж по окончании съёмок в возрасте 17 лет.
Известность к Клери пришла после съёмок во французской эротической драме «История О» (1975). Она позировала для обложки французского журнала Lui держа в руках книгу, по которой был снят этот фильм.
Коринн Клери также известна как исполнительница роли «девушки Бонда» Корин Дюфор в фильме «Лунный гонщик» (Moonraker). Большинство её последующих фильмов были сняты в Италии на итальянском языке.

## Избранная фильмография
- 1975: «История О»
- 1976: «Блеф»
- 1977: «Попутчик: Начало или кровавый автостоп»
- 1977: «Отель "Кляйнхофф"»
- 1979: «Лунный гонщик»
- 1979: «Гуманоид (фильм)»
- 1983: «Йор, охотник из будущего»
- 1986: «Опасное наваждение»
- 1990: «Рождественские каникулы-90»